# Monte Cremasco
Monte Cremasco (lombardul: Mucc) település Olaszországban, Lombardia régióban, Cremona megyében. Lakosainak száma 2235 fő (2023. január 1.). Monte Cremasco Crespiatica, Dovera, Palazzo Pignano, Vaiano Cremasco és Pandino községekkel határos.

## Népesség
A település lakossága az elmúlt években az alábbi módon változott:
| Lakosok száma | 2344 | 2332 | 2329 | 2235 |
|               | 2013 | 2017 | 2018 | 2023 |